# Micaela Retegui
Pour les articles homonymes, voir Retegui.
Micaela Retegui née le 23 avril 1996 en Argentine, est une joueuse argentine de hockey sur gazon. Elle est la fille de l'entraîneur de hockey argentin Carlos Retegui et la sœur de l'international italien de football Mateo Retegui. Elle joue avec l'équipe nationale argentine de hockey sur gazon, remportant la médaille d'argent aux Jeux olympiques d'été de 2020.

## Carrière
En 2019, Retegui a été appelée dans l'équipe nationale féminine senior. Elle a concouru dans l'équipe qui a terminé quatrième de la Ligue professionnelle 2019 à Amsterdam.
Elle a remporté une médaille de bronze aux Jeux olympiques de la jeunesse de 2014 à Nanjing. Elle a remporté une médaille d'or aux Jeux panaméricains de 2019.